# Archibald Sinclair (1er vicomte Thurso)
Pour les articles homonymes, voir Archibald Sinclair.
Archibald Henry Macdonald Sinclair, né le 22 octobre 1890 et mort le 15 juin 1970, 1er vicomte Thurso, est un homme politique britannique, leader du Parti libéral de 1935 à 1945.
Il est Secrétaire d’État pour l'Écosse du 25 août 1931 au 28 septembre 1932, sous le gouvernement de MacDonald.